# Berlin Boys
Pour plus de détails, voir Fiche technique et Distribution.
Berlin Boys (Sonne und Beton) est un drame criminel allemand écrit et réalisé par David Wnendt, sorti en 2023. Il fut projeté en première mondiale lors de la Berlinale 2023.

## Synopsis
Gropiusstadt, été 2003. Lukas, Julius, Gino et Sanchez, quatre amis, essaient de survivre dans le quartier de Neukölln à Berlin, au milieu des drogues, des gangs, du rap, de la violence et de l'ennui. Un jour, ils prennent une décision qui va bouleverser leur vie.

## Fiche technique
- Titre original : Sonne und Beton
- Titre français : Berlin Boys[réf. nécessaire]
- Réalisation : David Wnendt
- Scénario : David Wnendt et Felix Lobrecht (de), d'après Sonne und Beton de Felix Lobrecht (de)
- Musique : Enis Rotthoff (de) et Konstantin Scherer (de)
- Décors : Thomas Stammer et Lea Walloschke
- Costumes : Elke von Sivers
- Photographie : Jieun Yi (de)
- Son : Paul Rischer et Jan Petzold
- Montage : Andreas Wodraschke
- Production : David Wnendt, Fabian Gasmia et Christoph Müller (de)
- Sociétés de production : Seven Elephants et Constantin Film
- Société de distribution : Constantin Film (Allemagne)
- Pays de production :  Allemagne
- Langue originale : allemand
- Format :  couleur - numérique - 1,85:1
- Genre : crime, drame
- Durée : 118 minutes
- Dates de sortie :
  - Allemagne : 18 février 2023 (Berlinale 2023) ; 2 mars 2023 (sortie nationale)
  - France : 12 juillet 2024 (sur UniversCiné)
- Classification : FSK 12  (Allemagne)

## Distribution
- Levy Rico Arcos : Lukas
- Vincent Wiemer : Julius
- Rafael Luis Klein-Hessling : Gino
- Aaron Maldonado Morales : Sanchez
- Luvre47 : Marco
- Lucio101 : Cem
- Jörg Hartmann : Matthias, le père de Lukas
- Leon Ullrich : M. Sonnabend, le professeur
- Wael Alkhatib : Djamel
- Derman Eker : Hamudi
- Imran Chaaban : Momo
- Elisabeth Albin : Denise
- David Scheller : Henry, le père de Gino
- Marzia Tedeschi : Giovanna, la mère de Gino
- Franziska Wulf : Gaby, la mère de Sanchez
- Nicole Johannhanwahr : Karin, la nouvelle compagne de Matthias
- Gerdy Zint : Adi, le frère de Julius
- Bernd Grawert : le directeur Schiezeth
- Felix Lobrecht : Shoot
- B-Tight : Kris
- Husam Chadat : le chauffeur de taxi
- Jonathan Wirtz : Fabian, le fils de Karin
- Roland Wolf : M. Reuter
- Jörg Rühl : le policier Werner
- David Ruland : Steinfeld

## Distinctions
- Bayerischer Filmpreis 2022 : prix du meilleur scénario, prix de la meilleure photographie
- Deutscher Filmpreis 2023 : nommé pour le prix du meilleur film, meilleur scénario, meilleur montage et meilleur son
- Prix du film Günter Rohrbach 2023